# 8877 Rentaro
8877 Rentaro eller 1993 BK2 är en asteroid i huvudbältet som upptäcktes den 19 januari 1993 av den japanska astronomen Tsutomu Seki vid Geisei-observatoriet. Den är uppkallad efter den japanske pianisten Rentarō Taki.